# Consensus omnium
Consensus omnium est une expression latine signifiant « avec l'approbation de tout le monde », « avec le consentement général ».